# مارك مونتجومري (لاعب كرة قاعدة)
مارك مونتجومري (بالإنجليزية: Mark Montgomery)‏ هو لاعب كرة قاعدة أمريكي، ولد في 30 أغسطس 1990 في ويليامزبرغ في الولايات المتحدة.

## وصلات خارجية
- مارك مونتجومري على موقع دوري كرة القاعدة الرئيسي (الإنجليزية)
- مارك مونتجومري على موقعبيزبول رفرنس.كوم (الدوري الثانوي) (الإنجليزية)
- مارك مونتجومري على موقع مشجعي الرسوم البيانية (الإنجليزية)